# 아마하정
아마하정(天羽町)은 지바현 기미쓰군에 일찍이 존재했던 정이다. 현재의 훗쓰시 중부에 해당한다.
구 군명(아마하군)에서 유래한 광역지명이지만, 면적은 구 군역의 70% 가까이를 차지하며, 지금도 지역명으로 사용되고 있다.

## 연혁
- 1955년 3월 31일 - 미나토정, 가나타니촌, 다케오카촌, 덴진야마촌과 합병해 아마와정을 신설하였다.
- 1963년 10월 1일 - 미네가미촌과 합병해, 새로운 아마와정이 되었다..
- 1971년
  - 4월 25일 - 훗쓰정, 오사와정와 합병해, 새로운 훗쓰정이 신설하였다. 같은 날 아마즈정은 폐지되었다.
  - 9월 1일 - 훗쓰정이 시로 승격하여 훗쓰시가 되었다.
- 1992년 11월 - 훗쓰 시청이 현재 위치로 이전하였다.

## 교통

### 철도
- 국철 (→ JR동일본)
  - 우치보 선

### 도로
- 127호선
- 나가사 가도

### 항로
- 도쿄만 페리